# Mapou Yanga-Mbiwa
Mapou Yanga-Mbiwa (Bangui, 15 mei 1989) is een in de Centraal-Afrikaanse Republiek geboren Franse voetballer die bij voorkeur als centrale verdediger speelt. Hij tekende in augustus 2015 een contract tot 2020 bij Olympique Lyon. Dat betaalde circa €8.000.000,- voor hem aan AS Roma, dat nog tot €2.000.000,- extra in het vooruitzicht kreeg aan eventuele bonussen. Yanga-Mbiwa debuteerde in 2012 in het Frans voetbalelftal.

## Clubcarrière

### Montpellier
Mapou Yanga-Mbiwa werd geboren in de Centraal-Afrikaanse Republiek. Op z'n 16e sloot hij zich aan bij Montpellier HSC. In september 2007 zette toenmalig Montpellier-coach Rolland Courbis Yanga-Mbiwa in de basiself. Daar bleef hij vijf seizoenen lang staan. In totaal speelde Yanga-Mbiwa 168 competitiewedstrijden voor Montpellier.

### Newcastle
Yanga-Mbiwa tekende in januari 2013 een contract voor 5,5 jaar bij Newcastle United, dat circa €8.850.000,- voor hem betaalde aan Montpellier. Op diezelfde dag werd ook de komst van Bordeaux-aanvaller Yoan Gouffran bekendgemaakt. Hij moest een duo gaan vormen centraal achterin met Steven Taylor of Mike Williamson.

### Roma
Newcastle verhuurde Yanga-Mbiwa op 1 september 2014 voor een jaar aan AS Roma, dat tevens een optie tot koop bedong. Hij maakte zijn debuut voor de club in de Champions League, tegen CSKA. Zijn debuut in de Serie A maakte hij tegen Cagliari (2-0 winst). De optie in Yanga-Mbiwas contract werd automatisch gelicht toen hij in januari 2015 zijn twintigste wedstrijd voor AS Roma speelde. De club nam hem daarop voor circa €7.350.000,- definitief over van Newcastle United.

### Olympique Lyon
Yanga-Mbiwa werd via de verplichte koopoptie in juli 2015 officieel eigendom van AS Roma, maar speelde daar niet meer voor. Hij tekende in augustus 2015 een contract tot 2020 bij Olympique Lyon, de nummer twee van Frankrijk in het voorgaande seizoen. Het betaalde circa €8.000.000,- voor hem aan AS Roma, dat nog tot €2.000.000,- extra in het vooruitzicht kreeg aan eventuele bonussen.

## Clubstatistieken
| Seizoen | Club             | Land               | Competitie     | Competitie | Competitie | Beker | Beker | Europa | Europa | Totaal | Totaal |
| Seizoen | Club             | Land               | Competitie     | Wed.       | Dlp.       | Wed.  | Dlp.  | Wed.   | Dlp.   | Wed.   | Dlp.   |
| ------- | ---------------- | ------------------ | -------------- | ---------- | ---------- | ----- | ----- | ------ | ------ | ------ | ------ |
| 2006/07 | Montpellier HSC  | Vlag van Frankrijk | Ligue 2        | 1          | 0          | 0     | 0     | —      | —      | 1      | 0      |
| 2007/08 | Montpellier HSC  | Vlag van Frankrijk | Ligue 2        | 34         | 1          | 5     | 0     | —      | —      | 39     | 1      |
| 2008/09 | Montpellier HSC  | Vlag van Frankrijk | Ligue 2        | 29         | 1          | 4     | 0     | —      | —      | 33     | 1      |
| 2009/10 | Montpellier HSC  | Vlag van Frankrijk | Ligue 1        | 36         | 0          | 1     | 0     | —      | —      | 37     | 0      |
| 2010/11 | Montpellier HSC  | Vlag van Frankrijk | Ligue 1        | 36         | 1          | 4     | 0     | 2      | 0      | 42     | 1      |
| 2011/12 | Montpellier HSC  | Vlag van Frankrijk | Ligue 1        | 34         | 1          | 4     | 0     | —      | —      | 38     | 1      |
| 2012/13 | Montpellier HSC  | Vlag van Frankrijk | Ligue 1        | 16         | 0          | 4     | 0     | 6      | 0      | 26     | 0      |
| 2012/13 | Newcastle United | Vlag van Engeland  | Premier League | 14         | 0          | 0     | 0     | 6      | 0      | 20     | 0      |
| 2013/14 | Newcastle United | Vlag van Engeland  | Premier League | 23         | 0          | 3     | 0     | —      | —      | 26     | 0      |
| 2014/15 | → AS Roma        | Vlag van Italië    | Serie A        | 28         | 1          | 1     | 0     | 9      | 0      | 38     | 1      |
| 2015/16 | AS Roma          | Vlag van Italië    | Serie A        | 0          | 0          | 0     | 0     | —      | —      | 0      | 0      |
| 2015/16 | Olympique Lyon   | Vlag van Frankrijk | Ligue 1        | 27         | 2          | 3     | 0     | 5      | 0      | 35     | 2      |
| 2016/17 | Olympique Lyon   | Vlag van Frankrijk | Ligue 1        | 25         | 0          | 2     | 0     | 7      | 0      | 34     | 0      |
| 2017/18 | Olympique Lyon   | Vlag van Frankrijk | Ligue 1        | 2          | 0          | 1     | 0     | 0      | 0      | 3      | 0      |
| Totaal  | Totaal           | Totaal             | Totaal         | 305        | 7          | 32    | 0     | 35     | 0      | 372    | 7      |

## Interlandcarrière
Yanga-Mbiwa hoorde bij de voorselectie voor Euro 2012, maar viel uiteindelijk af. Uiteindelijk debuteerde hij op 15 augustus 2012 in de oefeninterland tegen Uruguay. Hij begon direct in de basiself. In de WK-kwalificatiewedstrijden tegen Finland en Wit-Rusland behield hij z'n basisplaats, waardoor Laurent Koscielny en Adil Rami zich tevreden moesten stellen met een plek op de bank.
| Interlands van Mapou Yanga-Mbiwa | Interlands van Mapou Yanga-Mbiwa | Interlands van Mapou Yanga-Mbiwa | Interlands van Mapou Yanga-Mbiwa | Interlands van Mapou Yanga-Mbiwa | Interlands van Mapou Yanga-Mbiwa | Interlands van Mapou Yanga-Mbiwa |
| №                                | Datum                            | Wedstrijd                        | Uitslag                          | Soort wedstrijd                  | Doelpunten                       | Assists                          |
| Als speler bij Montpellier HSC   | Als speler bij Montpellier HSC   | Als speler bij Montpellier HSC   | Als speler bij Montpellier HSC   | Als speler bij Montpellier HSC   | Als speler bij Montpellier HSC   | Als speler bij Montpellier HSC   |
| -------------------------------- | -------------------------------- | -------------------------------- | -------------------------------- | -------------------------------- | -------------------------------- | -------------------------------- |
| 1.                               | 15 augustus 2012                 | Frankrijk – Uruguay              | 0 – 0                            | Vriendschappelijk                | 0                                | 0                                |
| 2.                               | 07 september 2012                | Finland – Frankrijk              | 0 – 1                            | Kwalificatie WK 2014             | 0                                | 0                                |
| 3.                               | 11 september 2012                | Frankrijk – Wit-Rusland          | 3 - 1                            | Kwalificatie WK 2010             | 0                                | 0                                |
| Als speler bij AS Roma           |                                  |                                  |                                  |                                  |                                  |                                  |
| 4.                               | 14 november 2014                 | Frankrijk – Albanië              | 1 - 1                            | Vriendschappelijk                | 0                                | 0                                |

Bijgewerkt op 12 december 2017

## Erelijst
| Kampioen Ligue 1 | 1x | 2011/12 |

1 Lopes ·
3 Tagliafico ·
4 Akouokou ·
6 Caqueret ·
7 Veretout ·
8 Tolisso ·
9 Orban ·
10 Lacazette  ·
11 Fofana ·
15 Tessmann ·
16 Vinícius ·
17 Benrahma ·
18 Cherki ·
19 Niakhaté ·
20 Kumbedi ·
22 Mata ·
23 Perri ·
27 Omari ·
28 Da Silva ·
31 Matić ·
34 Diawara ·
37 Nuamah ·
40 Descamps ·
55 Ćaleta-Car ·
69 Mikautadze ·
98 Maitland-Niles ·
Coach: Sage
· Keeperstrainer: Vercoutre